# Вороновское сельское поселение (Брянская область)
Во́роновское сельское поселение — муниципальное образование в южной части Рогнединского района Брянской области. Административный центр — село Вороново.
Образовано в результате проведения муниципальной реформы в 2005 году, путём слияния дореформенных Вороновского и Владимировского сельсоветов.

## Население
| 2010 | 2011 | 2012 | 2013 | 2014 | 2015 | 2016 | 2017 | 2018 |
| ---- | ---- | ---- | ---- | ---- | ---- | ---- | ---- | ---- |
| 925  | ↘924 | ↘897 | ↘883 | ↘882 | ↘877 | ↘866 | ↘848 | ↘846 |
| 2019 | 2020 | 2021 |      |      |      |      |      |      |
| ↘828 | ↘822 | ↘738 |      |      |      |      |      |      |

## Населённые пункты
| №  | Населённый пункт | Тип     | Население |
| -- | ---------------- | ------- | --------- |
| 1  | Вороново         | село    | ↘472      |
| 2  | Байгары          | деревня | →1        |
| 3  | Владимировка     | деревня | →4        |
| 4  | Долгое           | деревня | →12       |
| 5  | Дудовка          | деревня | →0        |
| 6  | Желтоноговичи    | деревня | →0        |
| 7  | Жуково           | деревня | →6        |
| 8  | Казинки          | деревня | ↘33       |
| 9  | Литовни          | село    | ↘7        |
| 10 | Лутовиновка      | деревня | ↘187      |
| 11 | Молотьково       | деревня | →0        |
| 12 | Новое Гатьково   | деревня | →2        |
| 13 | Семёновка        | деревня | ↗82       |
| 14 | Студенец         | деревня | ↗33       |
| 15 | Троицкое         | село    | ↘20       |
| 16 | Хацынь           | деревня | →4        |
| 17 | Яблонь           | деревня | ↘378      |